# Come ti ammazzo il bodyguard
Come ti ammazzo il bodyguard (The Hitman's Bodyguard) è un film del 2017 diretto da Patrick Hughes, con protagonisti Ryan Reynolds e Samuel L. Jackson.

## Trama
La guardia del corpo Michael Bryce vede la sua carriera stravolta in seguito all'omicidio di un suo cliente, il trafficante d'armi Kurosawa. Due anni dopo Michael è caduto in rovina e si guadagna da vivere al servizio di dirigenti aziendali tossicodipendenti a Londra. Nel frattempo l'Interpol deve scortare un particolare prigioniero per farlo testimoniare contro il sanguinario dittatore della Bielorussia Vladislav Dukhovich, ormai deposto nel processo contro quest'ultimo; il testimone è il grande sicario Darius Kincaid, che accetta di testimoniare in modo che sua moglie Sonia, detenuta a causa della sua professione, venga liberata. 
Gli agenti dell'Interpol, guidati dall'agente Amelie Roussell, ex fidanzata di Bryce, scortano Kincaid attraverso un convoglio ma vengono attaccati in un'imboscata e tutti, tranne Kincaid e Roussell, vengono uccisi. 
I due si ritirano in un rifugio e si rendono conto che qualcuno nell'Interpol deve averli traditi; avendo bisogno di qualcuno di cui possano fidarsi, Roussell contatta Bryce.
Bryce è riluttante ad aiutarli, poiché crede che Roussell sia stata responsabile della morte di Kurosawa due anni prima, ma alla fine accetta di aiutarli in cambio del ripristino della sua reputazione. Dopo un breve combattimento tra Bryce e Kincaid, che porta alla rivelazione che lui e l'ex guardia del corpo avevano avuto vari conflitti in passato, Roussell torna all'Interpol per aggiornarli della situazione (venendo tuttavia sospesa per aver coinvolto Bryce nell'operazione, nonostante le sue affermazioni che ci sia una talpa nell'Interpol), mentre Bryce e Kincaid sfuggono all'attacco degli uomini di Dukhovich. Foucher un superiore di Roussell, si incontra con Dukhovich rivelando di essere lui il traditore e chiede il pagamento per aver venduto Kincaid, ma Dukhovich, furioso, lo trafigge con una penna alla mano e lo informa che sarà pagato solo quando il sicario sarà morto. Gli uomini di Dukhovich scoprono dove si trova Kincaid attraverso il suo cellulare e attuano un'imboscata a lui e a Bryce; sebbene i due siano in grado di combatterli e sconfiggerli, il loro veicolo viene distrutto, così fanno l'autostop fino a Devon da cui prendono un traghetto per Amsterdam, dove si trova Sonia.
Arrivati ad Amsterdam, Kincaid scappa da Bryce per inviare dei fiori a Sonia e Bryce lo rintraccia, uccidendo molti criminali desiderosi di catturare il sicario; durante la fuga, Kincaid rivela di aver ucciso lui Kurosawa due anni fa essendo stato all'aeroporto solo per caso durante un lavoro e non voleva perdere l'occasione di aumentare il suo compenso. Infuriato per la rivelazione (avendo lui passato due anni incolpando Roussell di averlo tradito, cosa che ha portato alla fine della loro relazione), Bryce dà un pugno a Kincaid, i due litigano e Bryce lo abbandona. Mentre Bryce si lamenta della situazione, un gruppo di sicari attacca Kincaid; accortosi di ciò, Bryce cambia idea e aiuta Kincaid a fuggire ma viene catturato dagli uomini di Dukhovich, che lo torturano nel tentativo di trovare il sicario, il quale trova Bryce e lo salva uccidendo i suoi rapitori.
Dopo una riconciliazione e aver risolto le loro divergenze, i due si ritrovano in una battaglia per L'Aia arrivando giusto in tempo per la testimonianza di Kincaid; egli testimonia che Dukhovich aveva cercato di assumerlo per assassinare un rivale politico, ma lui rifiutò, in quanto avrebbe dovuto uccidere donne e bambini, cosa che lui non fa per moralità, ma assistette all'esecuzione di un intero villaggio e ha caricato le foto del massacro in un sito FTP segreto a cui fornisce accesso davanti a tutto il tribunale. Dukhovich ricorre quindi al suo piano di riserva: bombardare la corte, permettendo a se stesso di rubare una pistola e tentare di uccidere Kincaid; Bryce tuttavia salta sulla traiettoria del proiettile per salvare Kincaid e, ferito, dice al sicario di impedire a Dukhovich di fuggire. Roussell nota che Foucher agisce sospettosamente durante l'attacco e deduce che è lui il traditore e lo sottomette con l'aiuto di Bryce, che viene medicato e salvato dalle sue ferite in tempo.
Kincaid insegue Dukhovich sul tetto dell'edificio, dove quest'ultimo tenta di fuggire su un elicottero, ma Kincaid lo fa schiantare e calcia il dittatore facendolo precipitare dal tetto. Mentre Sonia viene rilasciata. Kincaid è arrestato di nuovo per i suoi passati crimini, ma riesce a fuggire di prigione. Due mesi dopo, Bryce  guarito completamente, ristabilisce la sua relazione con Roussell, Kincaid raggiunge Sonia per il loro  anniversario; i due ballano e si baciano in un bar in Honduras dove si sono incontrati per la prima volta, continuando a danzare abbracciati in mezzo al caos del locale.

## Produzione
Le riprese del film, il cui budget è stato di 30 milioni di dollari, sono iniziate il 2 aprile 2016 e sono state effettuate tra Amsterdam, Londra e Sofia.

## Promozione
Il primo trailer del film viene diffuso il 12 aprile 2017.

## Distribuzione
La pellicola è stata distribuita nelle sale cinematografiche statunitensi a partire dal 18 agosto 2017, mentre in quelle italiane dal 5 ottobre dello stesso anno.

### Divieti
Negli Stati Uniti, il film è stato vietato ai minori di 17 anni per la presenza di "violenza e linguaggio non adatto".

## Accoglienza

### Critica
Il film è stato accolto negativamente dalla critica; sul sito Rotten Tomatoes ottiene il 43% delle recensioni professionali positive, con un voto medio di 5,2 su 10, mentre sul sito Metacritic ottiene un punteggio di 47 su 100.

### Incassi
La pellicola si posiziona in prima posizione al botteghino nel primo fine settimana di programmazione negli Stati Uniti, con un incasso di 21,6 milioni di dollari, confermandosi in testa anche nel secondo fine settimana, durante il quale incassa 10 milioni di dollari.

## Versioni alternative
Nella versione russa, distribuita anche in Bielorussia, il dittatore è sotto processo per crimini commessi in Bosnia.

## Sequel
Nel maggio 2018 la Millennium Films annuncia il sequel del film, intitolato Come ti ammazzo il bodyguard 2 - La moglie del sicario (Hitman's Wife's Bodyguard), insieme alla conferma che Ryan Reynolds e Samuel L. Jackson torneranno nei rispettivi ruoli, così come il regista Patrick Hughes. Scritto da Tom O'Connor, il film ha come protagonisti insieme a Reynolds e Jackson, anche Salma Hayek, Morgan Freeman, Frank Grillo, Antonio Banderas e Richard E. Grant.
Il film è stato distribuito il 16 giugno 2021.